# No sé llorar
"No sé llorar" é uma canção gravada pela artista musical mexicana Dulce María para seu terceiro álbum de estúdio, intitulado DM, que foi lançado em 10 de março de 2017. Foi composta por América Angélica Jiménez e Ximena Muñoz, e produzida por Ettore Grenci. Trata-se de uma balada com influências da música electropop. Liricamente, reflete situações ocorridas após o término de um namoro ruim e apresenta a protagonista feminina celebrando tal em uma boate na qual seu antigo companheiro também está presente. A faixa foi lançada em 29 de abril de 2016 como primeiro single do disco, recebendo críticas positivas da mídia especializada. Muitos analistas elogiaram a maturidade presente no tema em conjunto com a evolução vocal e musical da intérprete em relação aos seus trabalhos anteriores. 
Em termos comerciais, "No sé llorar" conquistou um desempenho favorável: no México alcançou a terceira posição na tabela Hot Song Pop e a décima entre as canções pop mais tocadas, segundo o Monitor Latino. O vídeo musical correspondente foi dirigido por Francisco Álvarez e produzido por Rosa Torres. Sua estreia ocorreu no mesmo dia do lançamento do single através do canal musical mexicano Ritmoson. No dia seguinte foi disponibilizado na conta Vevo da cantora e na loja digital iTunes. A produção segue a linha dramática da canção e mostra a personagem de Dulce escapando de uma relação abusiva depois de observar outras mulheres na mesma situação de abuso psicológico.

## Produção & Antecedentes
Em 22 de abril de 2016 a cantora postou em sua página oficial no Facebook “Começamos a descobrir detalhes do novo single… aqui a primeira pista” junto com uma parte da capa do single. A cantora também postou a data oficial de lançamento da canção que seria no dia 29 de abril.

## Recepção

### Desempenho
Em 29 de abril de 2016 a canção foi lançada através de download digital e logo se posicionou em primeiro lugar no iTunes Brasil, superando a cantora Beyoncé que ocupava a posição com a canção "Formation". A canção alcançou também o primeiro lugar em vendas digitais em Chile, Peru e Eslovênia, já o vídeo alcançou o primeiro lugar em vendas digitais em mais de dez países.

## Vídeo musical
O vídeo foi dirigido por Francisco Álvarez e produzido por Rosa Torres, teve sua estreia exclusiva pelo canal mexicano Ritmoson no dia 28 de abril de 2016 e no dia seguinte foi disponibilizado no canal Vevo da cantora e para download no iTunes.
A produção segue a linha dramática da canção e mostra a personagem de Dulce escapando de uma relação abusiva depois de observar outras mulheres na mesma situação de abuso psicológico.

## Lista de faixas
| Download digital |                |                                        |               |         |  |
| N.º              | Título         | Compositor(es)                         | Produtor(es)  | Duração |  |
| 1.               | "No Sé Llorar" | América Angélica Jiménez, Ximena Muñoz | Ettore Grenci | 3:32    |  |

## Desempenho nas tabelas musicais
| Tabela (2016)                               | Melhor posição |
| ------------------------------------------- | -------------- |
| Brasil (Brasil Digital Sales)               | 85             |
| Eslovênia (Slovenia Digital Sales)          | 5              |
| Estados Unidos (Billboard Spotify Viral 50) | 5              |
| México (Monitor Latino Hot Song Pop)        | 3              |
| México (Monitor Latino Pop)                 | 10             |

### Tabelas de fim-de-ano
| Tabela (2016)               | Posição |
| --------------------------- | ------- |
| México (Monitor Latino Pop) | 47      |

## Histórico de Lançamento
| País  | Data                | Formato                              |
| ----- | ------------------- | ------------------------------------ |
| Mundo | 29 de abril de 2016 | Rádio / Download digital / Streaming |